# Helge von Koch
Niels Fabian Helge von Koch, född 25 januari 1870 i Stockholm, död 11 mars 1924 i Danderyd i Uppland, där han även bodde större delen av sitt liv, var en svensk matematiker som är mest känd för att ha givit sitt namn till en av de första fraktalerna: Koch-kurvan.

## Biografi
Helge von Koch hörde till en livländsk släkt von Koch med en rad betydelsefulla medlemmar. Han var sonson till justitiekanslern Nils Samuel von Koch (1801–1881) vars far Nils von Koch adlades von Koch och Frances Liza Lewin. Han var son till överstelöjtnanten i Livgardet till häst, tillika romanförfattaren, Richert Vogt von Koch (1838-1913) och Agathe Wrede född i ätten Wrede af Elimä. Han hade två syskon som utmärkte sig på skilda områden, kompositören Sigurd von Koch och socialpolitikern Gerhard Halfred von Koch.
Efter mogenhetsexamen (studentexamen) vid Högre realläroverket i Stockholm 1887 skrevs von Koch samma år in som student vid Stockholms högskola och följande år (1888) vid Uppsala universitet. Han var lärjunge till Gösta Mittag-Leffler i Stockholm, men då Stockholms högskola ännu inte hade examensrätt, avlade han sin fil. kand.-examen vid Uppsala universitet. Där blev han även fil. dr 1892 på sin doktorsavhandling, som bestod av de två arbetena "Sur une application des déterminants infinis à la théorie des équations différentielles linéaires" (publicerat i Acta Mathematica 1891) och "Sur les déterminants infinis et les équations différentielles linéaires" (i Acta Mathematica 1892). Avhandlingen gav honom samma år även docentstipendium vid Stockholms högskola. År 1905 utnämndes han till professor i ren matematik vid KTH (där han efterträdde Ivar Otto Bendixson), men avsade sig tjänsten där, då han 1911 efterträdde Gösta Mittag-Leffler som professor i ren matematik vid Stockholms högskola. 1910 blev Koch ledamot av Vetenskapsakademien.
Han var gift med Signe Neijber. De är begravda på Djursholms begravningsplats.

## Produktion
Helge von Koch utmärkte sig genom en till såväl innehåll som omfång betydande matematisk författarverksamhet. Den omfattar väsentligen tre olika områden. Henri Poincaré hade 1885 lagt en fast grund för de oändliga determinanternas teori. På föranledande av Mittag-Leffler upptog von Koch i anslutning till Poincaré problemet att använda denna teori för erhållande av en aritmetisk framställning av lösningarna till en linjär differentialekvation med rationella koefficienter och i övrigt av allmännaste typ, samt framlade 1891 den fullständiga lösningen på detta problem. Detta gav von Koch anledning att ytterligare fördjupa samt utveckla teorin för de oändliga determinanterna, och han kan anses som sin tids förnämste kännare av denna till stor del av honom skapade viktiga del av den högre analysen. 
von Koch förde vidare det svåra och invecklade problemet rörande primtalens frekvens ett steg längre än de författare, som efter Bernhard Riemann hade behandlat denna fråga. Han erhöll den hittills noggrannaste approximationen för antalet primtal mellan två givna godtyckligt valda gränser. Han ägnade slutligen viktiga arbeten även åt den egentliga funktionsteorin. Han härledde här, i anslutning till Mittag-Lefflers undersökningar över den aritmetiska framställningen av en entydig och reguljär gren av en analytisk funktion, ett enhetligt aritmetiskt uttryck för en funktion av rationell karaktär, vilket framställer funktionen för varje reguljär punkt, samt inte innehåller andra element från funktionen än koefficienterna för en Taylorutveckling kring en dylik godtyckligt vald reguljär punkt.
von Koch skrev åtskilliga arbeten om talteori. Bland annat lyckades han år 1901 bevisa att Riemannhypotesen är ekvivalent med den starka varianten av primtalssatsen. Av hans viktigaste arbeten kan anföras de i den av Mittag-Leffler grundade tidskriften Acta Mathematica införda: "Sur une application des déterminants infinis à la théorie des équations différentielles linéaires" (del 15), "Sur la distribution des nombres premiers" (d. 24) och "Sur le prolongement analytique d'une serie de Taylor" (del 27). 
I ett arbete med titeln Sur une courbe continue sans tangente, obtenue par une construction géométrique élémentaire (1904) beskrev han det som efter honom har kommit att kallas Koch-kurvan.
|             |
| Koch-kurvan |